# Sybrand van Haersma Buma
Sybrand van Haersma Buma (Workum, 30 luglio 1965) è un politico olandese, esponente dell'Appello Cristiano Democratico e suo ex leader. Ha fatto parte della Tweede Kamer dal 2002 al 2019.

## Biografia
Van Haersma Buma ha studiato giurisprudenza all'Università di Groninga e all'Università di Cambridge. Dopo aver completato gli studi, ha lavorato come avvocato nel Consiglio di Stato e nel Ministero dell'interno.
Il 2 gennaio 2002, entrò a far parte del consiglio di Leidschendam-Voorburg. Ha ricoperto questa posizione fino al 1º giugno dello stesso anno, quando è passato dalla politica locale alla politica nazionale. Nel 2002 è stato eletto alla Tweede Kamer, rivestendo l'incarico di capogruppo dal 12 ottobre 2010 al 21 maggio 2019. Dal 30 giugno 2012 al 21 maggio 2019 è stato anche presidente dell'Appello Cristiano Democratico.
Nel maggio 2019, è stato proposto dal consiglio comunale di Leeuwarden come nuovo sindaco. Ha assunto l'ufficio del suo predecessore, Ferd Crone (PvdA).

### Vita privata
È cresciuto nella città frisone di Sneek e appartiene a una famiglia rispettata della Frisia. Sia suo padre che suo nonno erano sindaci in questa provincia e uno dei suoi antenati era già sindaco di Leeuwarden nel 1813. Una delle sue nonne proviene da una famiglia ebrea di Würzburg.
Parla moderatamente frisone, ha guidato l'Elfstedentocht nel 1986 ed è membro della Chiesa riformata olandese.
Sybrand Buma, che spesso omette la prima parte del cognome, è sposato con Marijke Geertsema, consulente legale. Insieme hanno un figlio e una figlia.

## Pubblicazioni
- Sybrand Buma: '‘Verwarde tijden!’ die om richting vragen. HJ Schoo-lezing 2017. Amsterdam, Uitgeverij Elsevier Weekblad, september 2017. ISBN 978-94-6348-017-8
- Sybrand Buma: Tegen het cynisme. Voor een nieuwe moraal in de politiek. Amsterdam, Prometheus, 2016. ISBN 9789044633108
- Sybrand Buma: Samen kunnen we meer. Schoorl, Uitgeverij Conserve, 2012. ISBN 978-90-5429-343-9
- Sybrand van Haersma Buma: Over het toetsen van wetten aan de grondwet. Een blik op de kern van de democratie. Leeuwarden, Universitaire Pers Fryslân, 2004. Geen ISBN